# لوك كورني
لوك كورني (بالإنجليزية: Luke Cornish)‏ هو رسام أسترالي، ولد في 1979 في كانبرا في أستراليا.

## وصلات خارجية
- الموقع الرسمي